# Area della ricerca di Pisa
L'area della ricerca di Pisa è un'area territoriale, sita nel quartiere di San Cataldo del comune di Pisa al confine con il comune di San Giuliano Terme, su cui sorge un polo della ricerca del CNR.

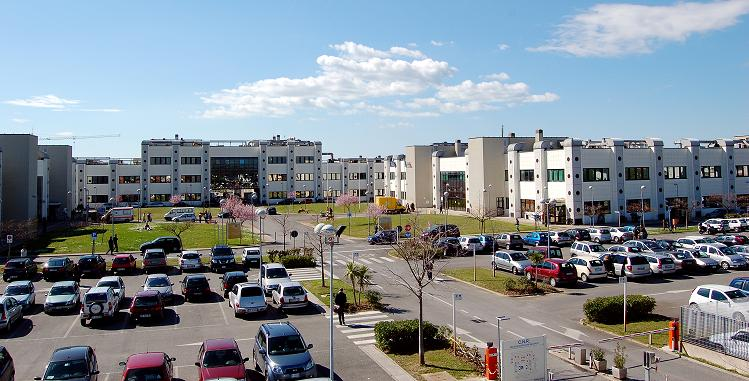
Vista del CNR di Pisa

L'area è stata inaugurata nel 2000; oltre a diversi istituti di ricerca del CNR, l'area ospita anche alcuni laboratori di ricerca di enti sia pubblici che privati, nonché lo stabilimento ospedaliero della Fondazione Gabriele Monasterio.
Dal 1º settembre 2019 il presidente dell'Area di Ricerca è il Dott. Giorgio Iervasi.

## Istituti del CNR ospitati
- Istituto di Fisiologia Clinica
- Istituto di Geoscienze e Georisorse
- Istituto di Informatica e Telematica
- Istituto di Linguistica Computazionale "Antonio Zampolli"
- Istituto di Neuroscienze
- Istituto di Scienza e Tecnologie dell'Informazione "Alessandro Faedo"
- Sezione Istituto di Biofisica
- Sezione Istituto di Biologia e Biotecnologia Agraria
- Sezione Istituto di Chimica dei Composti Organo Metallici
- Sezione Istituto di Tecnologie Biomediche
- Sezione Istituto Nazionale di Ottica
- Sezione Istituto per i Processi Chimico-Fisici
- Sezione Istituto di Ricerca sugli Ecosistemi Terrestri

## Altri enti e laboratori ospitati
- Istituto TeCIP della Scuola Superiore Sant'Anna[2].
- Stabilimento ospedaliero della Fondazione Gabriele Monasterio.
- Unità di ricerca sulle reti ottiche e sulle tecnologie fotoniche della Ericsson[3].
- Registro.it, organismo responsabile dell'assegnazione e della gestione dei domini Internet che terminano con il dominio di primo livello nazionale (ccTLD) .it